# Осмаєв Адам Асланбекович
Ада́м Осма́єв (рос. Адам Асланбекович Осмаев, чеч. ОсмагӀеран Адам, нар. 2 травня 1981, Грозний, ЧІАРСР) — чеченський військовик, майор Збройних сил Чеченської Республіки Ічкерія. Був звинувачений у спробі замаху на Президента Росії Володимира Путіна. У лютому 2015 року під час війни на сході України очолив Міжнародний миротворчий батальйон імені Джохара Дудаєва.

## Життєпис
Адам Осмаєв народився 2 травня 1981 року (за іншими даними — 1984 року) у Грозному. Виходець із заможної родини гірських чеченців. 
Його батько - Осмаєв Асланбек Ахмедович (1961-2022) займався нафтовим бізнесом, а рідний дядько Осмаєв Амін Ахмедович обіймав посаду голови проросійського парламенту Чечні у 1996—1998 рр., працюючи в Раді Федерації.
Асланбек Осмаєв двічі: у 1994-1996 роках та у 1999-2000 роках воював на стороні Росії, за його словами - проти "бойовиків", тобто проти Чеченської Республіки Ічкерія. У 2000-2001 роках Асланбек був відомий, як керіник грозненської компанії "Чеченнефтепродукт", призначений за згодою тодішнього чеченського глави Ахмада Кадирова. Вже після загибелі Ахмада, у Асланбека виник конфлікт з Рамзаном Кадировим. За словами самого Асланбека:
"В середине 2000-х Кадыров потребовал отдать ему мое предприятие (тоже в нефтяной отрасли). Я отказал. Однако позже имущество таки отобрали. А мне начали мстить". .
У свою чергу, сам Рамзан Кадиров заявлял таке:
"Есть  Адам Осмаев, который сейчас командует каким-то украинским "батальоном имени Джохара Дудаева". Его отец Асланбек Осмаев меня заказал еще в 2004 году". .
У 1996 р. родина Осмаєвих переїхала до Москви, де Адам вступив до Московського державного інституту міжнародних відносин, а у 1999 р. деякий час навчався у Букінгемському університеті Великої Британії, звідки був відрахований. Після цього він мешкав у Москві та регулярно навідував Чечню. У 2005 р. виїхав з Чечні.

### Перший арешт
У ніч на 9 травня 2007 р. у Москві, по вул. Профсоюзній, була виявлена легкова машина, нашпигована вибухівкою. За версією ФСБ терористи планували використати цю машину для замаху на главу Чечні Рамзана Кадирова. У цій справі було затримано чотирьох чеченців: Лорса Хамієва, Руслана Мусаєва, Умара Батукаєва та Адама Осмаєва, який на той час працював топ-менеджером однієї з торговельних компаній. Невдовзі Осмаєва відпустили за підпискою про невиїзд Адам виїхав з Росії, проте вже влітку 2007 р. був заочно заарештований Лефортівським райсудом Москви та оголошений до міжнародного розшуку за «підготовку теракту»..

### Другий арешт
У 2011 р. прибув до Одеси. Згідно з версією СБУ Осмаєв, разом із чеченцем Русланом Мадаєвим та казахом Іллею П'янзіним займався виготовленням вибухівки малої потужності. У січні 2012 р. вибух однієї з бомб призвів до загибелі Мадаєва та пожежі у квартирі, де зберігалась вибухівка. 
4 лютого 2012 року спецназ СБУ "Альфа" затримав Адама Осмаєва, батька останнього Асланбека і П'янзіна на іншій квартирі в центрі Одеси.
27 лютого в СБУ заявили, що російські і українські спецслужби затриманням в Одесі попередили плани терористів (Осмаєва та П'янзіна) з підготовки замаху на Путіна після президентських виборів у Росії. У лютому того ж року, за наводкою СБУ, ФСБ виявила у Підмосков'ї бочку з вибухівкою та детонаторами. У квітні 2012 р. Лефортівський райсуд Москви заочно заарештував Осмаєва і П'янзіна, а в серпні Апеляційний суд Одеської області ухвалив рішення про екстрадицію заарештованих до Росії 25 серпня 2012 р. П'янзіна відправили до Москви, де у серпні 2013 р. засудили до 10 років позбавлення волі.
Натомість в справу Осмаєва втрутився Європейський суд з прав людини, який рекомендував українській владі не видавати затриманого Росії, чим задовольнив клопотання адвокатів, які заявляли, що у Росії Осмаєв може бути підданий тортурам.. При цьому батько Адама - Асланбек Осмаєв, якого теж арештували по цій справі, був виправданий та звільнений, після чого залишив територію України.
Батько Адама Осмаєва - Асланбек заявив наступне:
"Дело в том, что я прошел две чеченские войны, воевал против бандитов. В Чечне он (Адам) мне помогал. Уже в России, после того как его и нескольких юношей из оппозиционных чеченских семейств обвинили в попытке покушения на Рамзана Кадырова в 2007-м, Адама пришлось отправить в Украину (...)  В Одессе в деньгах Адам не нуждался, и слухи, что его финансировал Доку Умаров, — абсурд. Мой сын стал косвенной жертвой бизнес-разборок со мной. В середине 2000-х Кадыров потребовал отдать ему мое предприятие".  .
Після перемоги Революції Гідності дружина Осмаєва Аміна Окуєва звернулась до нової української влади з проханням визнати чоловіка політичним в'язнем. 31 жовтня 2014 року прокуратура відкликала звинувачення у тероризмі (замах на В. Путіна) за недостатністю доказів. 18 листопада того ж року Приморський районний суд Одеси визнав Осмаєва винним за двома звинуваченнями: використання фальшивого паспорта та незаконне поводження із вибухівкою. Термін, який Осмаєв провів за ґратами (2 роки і 9 місяців) суд визнав достатнім покаранням.
Після загибелі 2 лютого 2015 року Іси Мунаєва, командира Міжнародного миротворчого батальйону імені Джохара Дудаєва, Адам Осмаєв перебрав на себе обов'язки комбата.
Після цього Адам став об'єктом критичних заяв, з якими виступав на його адресу чеченський емігрантський діяч Таїпов Муса Апсаєвич. За словами останнього про Осмаєва:
"В Чечні він готував, був учасником підготовки замаху на Кадирова Рамзана, і коли це все було розкрито там, деяких хлопців затримали, а він поїхав в Україну тоді. Пізніше я тут через знайомих ставив питання багатьом бійцям, знайомим старим бійцям, чи був Адам Осмаєв взагалі в якій-небудь групі, але ніхто його не знає як учасника бойових дій. І в даний момент в Туреччині знаходяться бійці, які тоді були вдома, їм я ставив це питання. Вони теж сміються над тим, що, мовляв, як це, він син колишнього кадировця, типу який працював з Ахмадом Кадировим, його батько працював з Кадировим-старшим, для нас вони одні й ті ж кадировці. Коли командир батальйону Іса Мунаєв загинув, і Аміна Окуєва призначила командиром, в спішному порядку оголосила командиром Адама, нікому нічого не повідомляючи, то старі бійці з групи, які повинні були до нас приїхати в батальйон, особисто мені подзвонили і сказали: "Ви хоч знаєте, кого ви призначили командиром батальйону? Це син кадировця. Ми в батальйон не йдемо", – розповів колишній командир батальйону, за свідченням Таїпова. .

### Замах на життя
1 червня 2017-го у Києві стався замах на життя Адама Осмаєва. За даними поліції, нападник під виглядом іноземного журналіста Le Monde Алекса Вернера втерся у довіру під приводом проведення інтерв'ю та домовився про зустріч. Коли Осмаєв з дружиною Аміною Окуєвою зустрілись з нападником на вулиці Кирилівській, той дістав з коробки пістолет «Глок» і вистрілив в груди Осмаєву, після чого дружина Адама Аміна Окуєва з нагородного пістолета марки ПМ чотири рази вистрілила в нападника. Обох поранених доставили до 17 лікарні міста Києва.
Стан Адама Осмаєва після замаху був важким, у нього була зламана ключиця, пробиті легені та нирка. Нападник мав чотири кульових поранення, йому було видалено частину легень, в хребті застрягла куля.
Згодом стало відомо, що нападником є Артур Денісултанов-Курмакаєв, якого ЗМІ пов'язують з вбивством колишнього охоронця Рамзана Кадирова Умара Ісраїлова у Відні 2009 року, де останній просив політичного притулку.
За словами Антона Геращенка, у нападника було знайдено документи громадянина України — Дакара Олександра Венусовича, 1958 року народження. Паспорт був отриманий ним 10 лютого 2016 року, закордонний паспорт — 15 лютого 2016 року, довідку про ідентифікаційний код — 11 лютого 2016 року.
8 червня 2017 року Адам Осмаєв був виписаний з лікарні. Того ж дня він та його дружина отримали нагороди від міністра внутрішніх справ Арсена Авакова: Адам був нагороджений спеціальним годинником, а Аміна — новим пістолетом Glock-43.

### Другий замах на життя
30 жовтня 2017 року на Адама і його дружину Аміну було скоєно повторний замах. Їхній автомобіль було розстріляно на залізничному переїзді неподалік села Глеваха у Київській області. У результаті замаху Адама було поранено, його дружина Аміна від отриманих поранень загинула. Поліція оголосила на Київщині план «перехоплення» і відкрила кримінальне провадження за статтею «умисне вбивство». Слідство розглядає дві основні версії вбивства Аміни Окуєвої — це дії російських спецслужб, а друга — це дії осіб, які перебувають на території Чеченської республіки. За кілька годин після замаху правоохоронці повідомили, що розшукують двох чоловіків, які вчинили напад на подружжя.
2 листопада 2017 р. в ефірі ток-шоу «Право на владу» на каналі «1+1» Адам Осмаєв заявив, що не має претензій до українських спецслужб через загибель його дружини, ветерана АТО Аміни Окуєвої.
|  | Ні, які можуть бути претензії? У нас йде війна в Україні, гібридна, неоголошена війна. В міру своїх можливостей правоохоронні органи працюють. Звичайно, є для всіх нас місце вдосконаленню. Я думаю, з часом це прийде. Але Україна сьогодні ослаблена. І потрібен час, щоб зміцнити правоохоронні органи і все інше. Головне – йти вперед. |

У лютому 2020 р. чеченський політемігрант Маміхан Умаров в інтерв'ю ютуб-каналу «Свободный» розповів про те, що з 2017 р. співпрацював з українськими спецслужбами, зокрема, попередив Ігоря Мосійчука та Адама Осмаєва про одержання замовлення з Чечні на їх вбивство. Був головним свідком у справах: про напад на Аміну Окуєву і її чоловіка Адама Осмаєва (30 жовтня 2017 року невідомі розстріляли їхнє авто під Києвом — Окуєва загинула, Осмаєв зазнав поранення) та теракту в Києві під телеканалом «Еспресо» (25 жовтня 2017, на тоді ще народного депутата Мосійчука вчинили замах: його поранено, в результаті якого загинули кілька людей).

## Родина
Батько - Осмаєв Асланбек Ахмедович, народився 3 лютого 1961 року в Чечено-Інгушетії. Отримав квартиру в московському районі Північне Ізмайлово на пільгових умовах 20 грудня 1999 року. Помер у березні 2022 року.
Мати - Осмаєва Лайла Абдул-Бакієвна, народилася 8 квітня 1962 року, жителька Москви.
Також у Москві проживають брати Адама: Осмаєв Рамзан Асланбекович (народився 4 липня 1984 року), та Осмаєв Іслам Асланбекович (народився 9 квітня 1987 року).